# Hornito volcánico

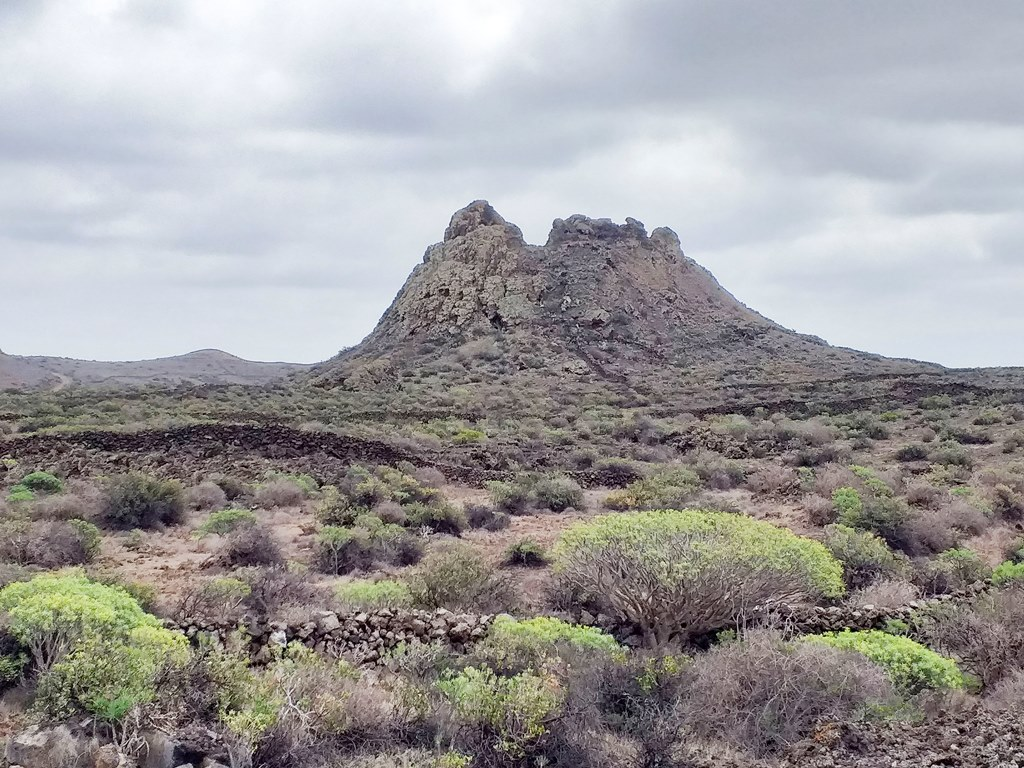
Hornito volcánico en El Hierro cerca de Faro de Punta Orchilla

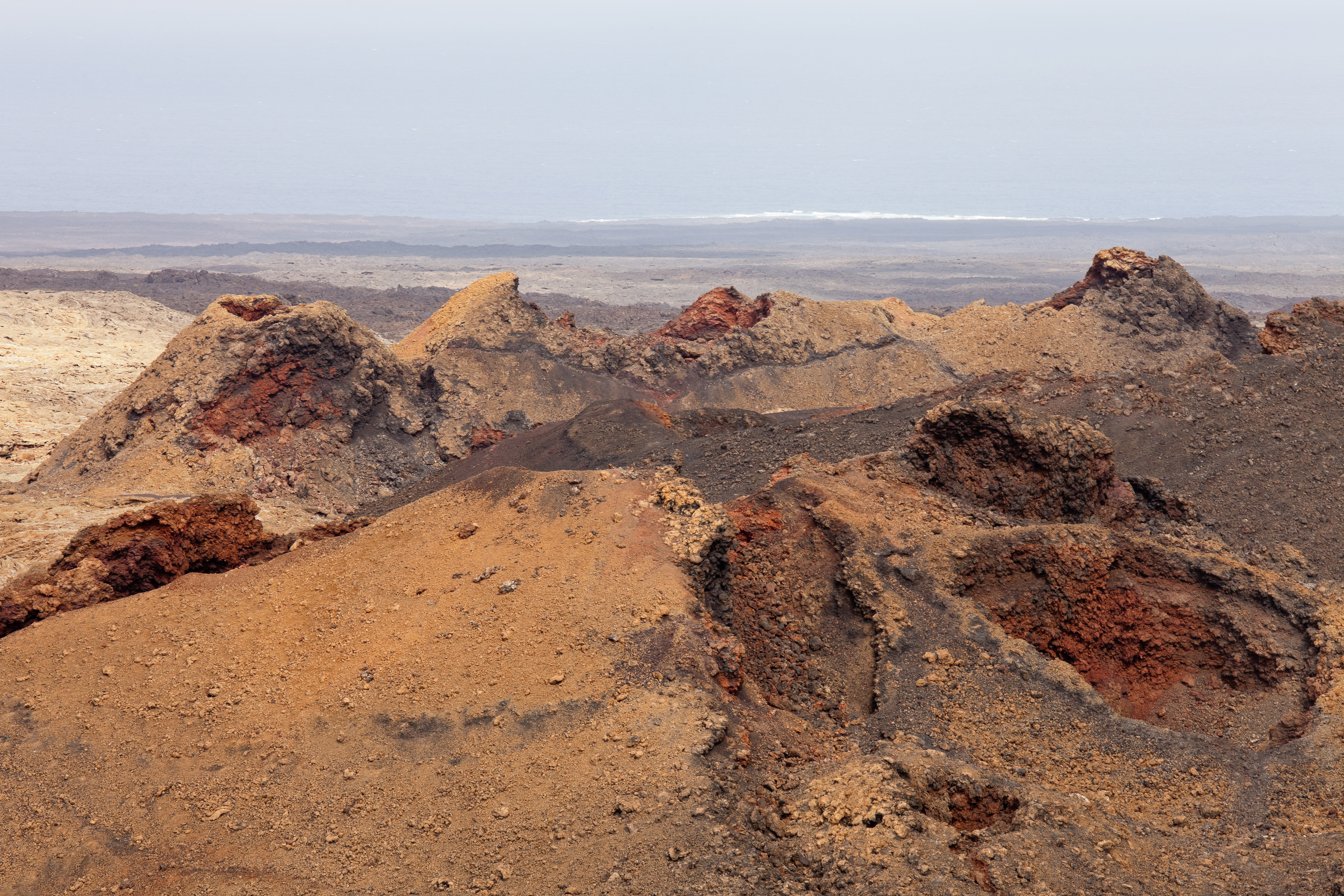
Hornitos volcánicos en el Parque nacional de Timanfaya

El hornito volcánico es un cono que se forma sobre la superficie de un flujo de lava basáltica. Se suele formar cuando la lava se ve forzada fluir hacia arriba a través de una abertura en la superficie enfriada para luego acumularse alrededor de dicha abertura.

## Desarrollo
Al igual que el cono de salpicadura, el hornito volcánico carece de raíces, lo que quiere decir que no está directamente asociado a una fuente de magma sino suele ser creado por el lento ascenso de lava a través del techo de un tubo de lava. La alta presión hace que la lava se exude, salpique, se  acumule en la superficie para acabar de solidificarse creando la estructura inicial. Los hornitos volcánicos pueden crecer y llegar hasta los 20 metros de altura.

## Etimología
La zona del faro de Orchilla en El Hierro se encuentra rodeada de estos conos, que los lugareños llamaban hornitos debido a su aspecto de pequeños hornos para cocer pan.